# Лихачёв, Иван Алексеевич (предприниматель)
Иван Алексеевич Лихачёв (1860 — не ранее 1916) — русский предприниматель, инженер путей сообщения, действительный статский советник.

## Биография
Родился в 1860 году. Окончил Императорское коммерческое училище (1877) и Институт инженеров путей сообщения. Начал службу в 1883 году.
24 июля 1893 года в Брюсселе состоялось заседание правления «Бельгийского анонимного общества электрического освещения», на котором было принято постановление: «Совет Правления назначает согласно Уставу Общества представителем и ответственным агентом Общества в Российской империи г. Ивана Алексеевича Лихачева». Лихачёву были представлены неограниченные права в организации дел в России. В начале июля 1895 года инженер путей сообщения надворный советник, член Правления Московских и Казанских конных железных дорог И. А. Лихачёв подал предложение в городскую управу Курска об организации в городе электрического трамвая. Предложение было принято и 31 июля договор на организацию городской электрической дороги был утверждён губернатором. Для обеспечения концессии Лихачёв оставил в кассе городской управы залог в 5000 рублей. Вскоре, 18 октября, в Курской городской думе был рассмотрен ещё один договор на организацию электрического трамвая от фирмы Сименс и Гальске. И хотя этот договор был выгоднее городу, дума его отклонила, но губернатор имел иное мнение Он направил письмо лично министру внутренних дел И. Н. Дурново, в котором просил не спешить с утверждением проекта И. А. Лихачёва, поскольку для городской казны более выгоден проект компании «Сименс и Гальске». Однако Министерство внутренних дел практически сразу же выбрало и утвердило проект Лихачёва. Причина выбора такого решения не известна. Существует версия, что Лихачев был лично знаком с министром, который покровительствовал его начинаниям, благодаря чему им были выиграны конкурсы на организацию конно-железных дорог в Казани и Астрахани, а после Курска Лихачев стал директором трамвайных хозяйств в Москве и Санкт-Петербурге. Лихачёв ещё до официального утверждения своего проекта Министерством внутренних дел, 31 октября 1895 года, находясь в Брюсселе у нотариуса Ван-Гальтерена, организовал «Tramways de Koursk (societe anonyme)» («Акционерное общество электрической железной дороги в Курске»), с размещением правления общества в Брюсселе. Капитал общества составил 1400000 франков, состоявший из акций по 100 франков и 10000 учредительных паев без обозначения их стоимости. Акционерами-учредителями общества стали 11 человек и 3 общества. Лихачёву принадлежали все учредительные паи и 1850 акций. В марте 1896 года из Министерства внутренних дел пришло письмо с одобрением проекта И. А. Лихачёва при условии внесения в него ряда изменений. Наконец, 2 мая 1897 года договор и технический проект были министерством утверждены. Поскольку, согласно российскому законодательству, иностранный капитал не мог напрямую участвовать на территории страны, то 28 июня 1896 года было высочайше утверждено в Российской империи «Бельгийское Анонимное общество „Курский трамвай“». Ответственным агентом российского общества стал «член Правления инженер путей сообщения надворный советник Иван Алексеевич Лихачев, живущий в Москве, Большая Кисловка, 6». Акции общества продавались в России на Санкт-Петербургской, Московской, Одесской и Харьковской биржах. Движение Курского трамвая было официально открыто 18 апреля 1898 года.
В 1894 году Лихачёв был награждён орденом Св. Анны 3-й степени, в 1901 году — орденом Св. Станислава 2-й степени; 21 мая 1908 года был произведён в действительные статские советники. Он был также членом учебного комитета при учебном отделе Министерства путей сообщения.